# Тунас
Тунас (порт. Tunas) — муниципалитет в Бразилии, входит в штат Риу-Гранди-ду-Сул. Составная часть мезорегиона Северо-запад штата Риу-Гранди-ду-Сул. Входит в экономико-статистический микрорегион Соледади. Население составляет 4252 человека на 2006 год. Занимает площадь 217,969 км². Плотность населения — 19,5 чел./км².

## История
Город основан 12 августа 1987 года.

## Статистика
- Валовой внутренний продукт на 2003 составляет 26 832 347,00 реалов (данные: Бразильский институт географии и статистики).
- Валовой внутренний продукт на душу населения на 2003 составляет 6270,71 реала (данные: Бразильский институт географии и статистики).
- Индекс развития человеческого потенциала на 2000 составляет 0,719 (данные: Программа развития ООН).